# Feliniopsis annulata
Feliniopsis annulata là một loài bướm đêm trong họ Noctuidae.